# Mennonietenbuurt (Noord-Holland)
Mennonietenbuurt is een buurtschap in de gemeente Schagen, in de provincie Noord-Holland. Tot 1 januari 2013 behoorde de buurtschap tot de gemeente Zijpe, deze gemeente hield op die datum op te bestaan.
Mennonietenbuurt ligt tussen Burgervlotbrug en Petten in. De buurtschap ligt in het verlengde van de eerste genoemde plaats en ligt nabij de kruising van Pettermerweg en Belkermerweg. De plaatsnaam werd vroeger ook wel geschreven als Mennistenbuurt. De plaats dankt zijn naam aan de mennonieten (doopsgezinden) die hier woonden; hun kerk uit 1869 aan de Pettemerweg is nu een woonhuis.
In het plaatsje bevond zich een van de dagkaasfabriekjes die de gemeente Zijpe rijk was. Verder staat er een stolpboerderij, die het "Het huis met de twee gezichten" heet, echter in de volksmond bekend is als "Op 't Hoekje".
De stolp stamt waarschijnlijk uit 1743 en was toen mogelijk bewoond door een beurtschipper. Ook na 1839 werd deze stolp vooral bewoond door schippers.
Burgerbrug · Burgervlotbrug · Callantsoog · Dirkshorn · Eenigenburg · Groenveld · Groote Keeten · Krabbendam · Oudesluis · Petten · 't Rijpje · Schagen · Schagerbrug · Schoorldam (deels) · Sint Maarten · Sint Maartensbrug · Sint Maartensvlotbrug · Stroet · Tjallewal · Tolke (deels) · Tuitjenhorn · Valkkoog · Waarland · Warmenhuizen · 't Zand

Buurtschappen: Abbestede · Avendorp · Bliekenbos · 't Buurtje · De Banne · Burghorn · Cornelissenwerf · Dijkstaal · Grootven · Grotewal · Het Korfwater · De Hale · Hemkewerf · Huiskebuurt · Kalverdijk · Keinse · Keinsmerbrug · Kerkbuurt · Lagedijk · Leihoek · Mennonietenbuurt · Nes · Schagerwaard · Sint Maartenszee · Slootgaard · De Stolpen · Stolpervlotbrug · Vennik (deels) · 't Wad · De Weel (deels) · Woudmeer · Zijbelhuizen · Zijpersluis